# Fumiglobus didymopanacis
Fumiglobus didymopanacis är en svampart som först beskrevs av Bat., Nascim. & Cif., och fick sitt nu gällande namn av D.R. Reynolds & G.S. Gilbert 2006. Fumiglobus didymopanacis ingår i släktet Fumiglobus och familjen Capnodiaceae.   Inga underarter finns listade i Catalogue of Life.